# Mouthwashing
Mouthwashing è un videogioco sviluppato da Wrong Organ e pubblicato da Critical Reflex. Si tratta di un horror psicologico e gioco di avventura in prima persona che segue la storia di cinque membri dell'equipaggio dell'astronave Tulpar, che per via di un incidente è bloccata nello spazio. Il capitano, gravemente ferito e incapace di parlare o muoversi, è accusato dall'equipaggio di aver causato l'incidente volontariamente. Questo gioco utilizza una narrativa non lineare.
Il gioco è stato accolto positivamente dalla critica e dai fan per il suo stile narrativo e i temi trattati.

## Trama
Durante una spedizione di routine, la nave mercantile Tulpar viene sabotata e si schianta contro un asteroide. L'equipaggio è composto dal capitano Curly, dal copilota Jimmy, dal medico Anya, dal meccanico Swansea ed un ragazzo che gli fa da assistente, Daisuke. L'equipaggio riesce a sopravvivere, tuttavia, la maggior parte delle risorse della nave sono bloccate in altre cabine da una schiuma che si è diffusa all'interno della navicella per tamponare i danni dell'asteroide. Inoltre, la schiuma non può essere rimossa altrimenti tutti verrebbero risucchiati nello spazio. Il Capitano Curly ha subito danni estremi, ed ora si ritrova ferito e paralizzato sul letto dell'infermeria, senza essere in grado di parlare o muoversi; viene mantenuto in vita grazie ad una scorta sempre più scarsa di antidolorifici e ad Anya che continua a lavare le sue bende per non fare infettare le ferite. Jimmy, frustrato per la situazione di stallo in cui si trova l'equipaggio, prende il comando sostenendo che Curly abbia causato l'incidente. 
Due mesi dopo lo schianto cibo e scorte mediche cominciano a scarseggiare, quindi l'equipaggio decide di aprire la stanza in cui è tenuto il carico che la Tulpar trasporta; sfortunatamente ad aspettarli ci sono soltanto metri e metri di scaffali che contengono solo collutorio. Per disperazione decidono di berlo, alcuni per lo zucchero e l'etanolo che la bevanda contiene. L'ubriachezza generale che segue aumenta ulteriormente la tensione tra i membri dell'equipaggio.  
Anya si chiude nell'infermeria con Curly. Dopo non essere riuscito a convincere Swansea ad aiutarlo a entrare, Jimmy lo stordisce con l'unica bottiglia di alcool della nave e si intrufola nella stiva per cercare degli attrezzi. Dopo aver scoperto che Swansea stava sorvegliando l'unico criopode funzionante della nave, Jimmy convince Daisuke a strisciare attraverso una presa d'aria danneggiata per raggiungere Anya e Curly. Daisuke rimane gravemente ferito durante l'operazione e le sue ferite si infettano quando Jimmy usa il collutorio come antisettico improvvisato. Swansea, che si era affezionato a Daisuke, lo sopprime utilizzando un'ascia di emergenza. 
I flashback dei giorni precedenti l'incidente ci rivelano che l'equipaggio della Tulpar sarebbe dovuto essere licenziato alla fine dell'ultima consegna; Curly dà la notizia prematuramente, angosciando i suoi compagni poiché è l'unico in grado di sostenersi finanziariamente dopo il licenziamento. Più tardi, in una conversazione tra Curly e Anya la donna rivela di essere incinta del figlio di Jimmy. Altre conversazioni tra Curly e Anya lasciano intendere che Jimmy l'abbia violentata. Curly tenta di allentare la tensione con Jimmy, ma Anya gli rivela di essere incinta all'insaputa di Curly. Lo stress per l'imminente licenziamento e la possibilità di essere ritenuto responsabile per la gravidanza di Anya spingono Jimmy a schiantare il Tulpar contro un asteroide in un fallito tentativo di omicidio-suicidio.

## Modalità di gioco
Mouthwashing è un gioco di avventura per giocatore singolo con poche meccaniche di sopravvivenza o di combattimento. Il gameplay consiste principalmente nell'esplorare il Tulpar, conversare con l'equipaggio e risolvere enigmi.